# بن نویس

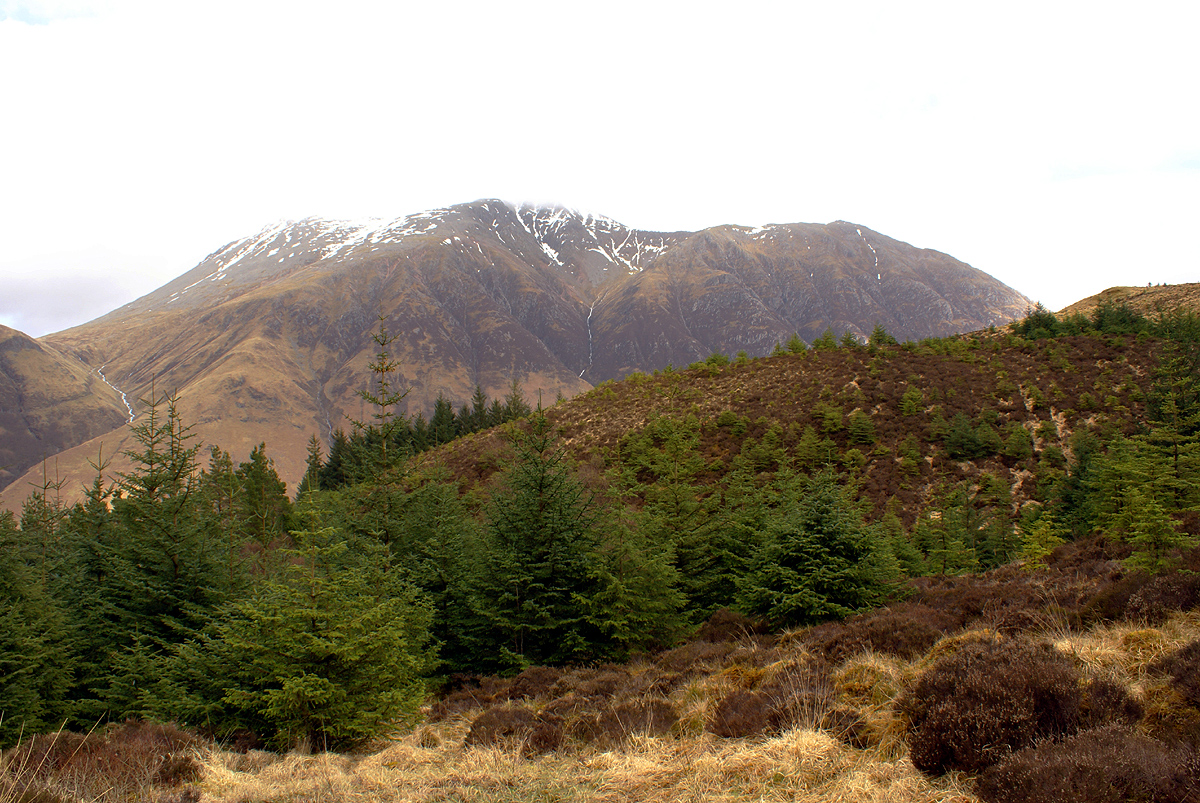
بن نویس

بن نویس بلندترین کوه جزایر بریتانیا است. این کوه در اسکاتلند قرار دارد. کوه بننویس به رطوبت بسیار زیادش معروف است. 